# Exoneura xanthoclypeata
Exoneura xanthoclypeata är en biart som beskrevs av Rayment 1935. Exoneura xanthoclypeata ingår i släktet Exoneura och familjen långtungebin. Inga underarter finns listade i Catalogue of Life.

## Bildgalleri

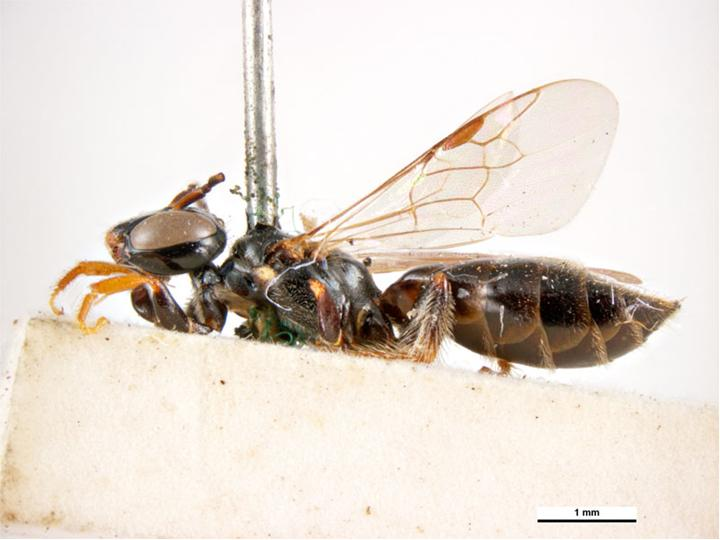
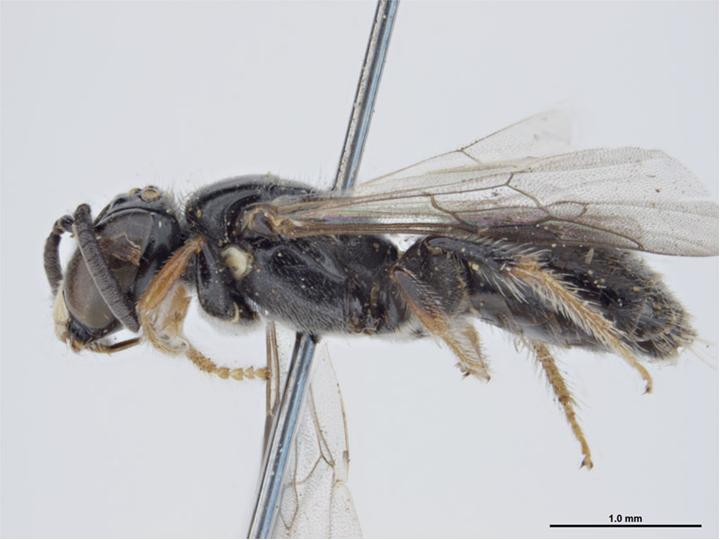